# Chuyến bay 171 của Air India
| [Bản đồ tương tác toàn màn hình] |                                                               |
|                                  | Biểu đồ hiện đang tạm thời không khả dụng do vấn đề kĩ thuật. |

Chuyến bay 171 của Air India là một chuyến bay chở khách quốc tế theo lịch trình do Air India khai thác từ Sân bay Ahmedabad, Ấn Độ đến Sân bay Gatwick, Vương quốc Anh. Vào lúc 13:39 IST, ngày 12 tháng 6 năm 2025, chiếc Boeing 787-8 Dreamliner đã bị rơi chưa đầy một phút sau khi cất cánh, tại Trường Cao đẳng Y tế BJ ở khu phố Meghani Nagar, Ahmedabad.
Chiếc máy bay chở 242 người, với 230 hành khách và 12 thành viên phi hành đoàn. 260 người đã thiệt mạng sau vụ tai nạn, bao gồm 241 người trên chuyến bay và 19 người khác trên mặt đất. Chỉ có duy nhất một hành khách sống sót.
Vụ tai nạn này là vụ mất thân máy bay và là vụ tai nạn chết người đầu tiên của dòng máy bay Boeing 787 Dreamliner. Đây cũng là thảm họa hàng không chết người nhất trong thập kỷ 2020 tính đến thời điểm hiện tại, vượt qua vụ rơi Chuyến bay 2216 của Jeju Air vào năm 2024 khiến 179 người chết. Vụ tai nạn này cũng là vụ tai nạn chết người nhất kể từ vụ bắn rơi Chuyến bay 17 của Malaysia Airlines vào năm 2014, và là vụ rơi máy bay thân rộng đầu tiên tại Ấn Độ trong gần 30 năm, kể từ vụ va chạm trên không của hai chiếc máy bay Boeing 747 của hãng Saudia và Ilyushin Il-76 của Kazakhstan Airlines.

## Lý lịch

### Phi cơ và đường bay
Chiếc máy bay gặp tai nạn là một chiếc Boeing 787-8 Dreamliner 11 năm tuổi với số đăng ký VT-ANB và số sêri 36279. Chiếc máy bay này được Air India đặt hàng vào năm 2005 và được giao cho hãng hàng không này vào tháng 1 năm 2014. Máy bay được trang bị động cơ General Electric GEnx-1B67.
Đây là vụ tai nạn chết người đầu tiên liên quan đến Boeing 787 kể từ khi ra mắt vào năm 2011 và là vụ mất thân máy bay lớn đầu tiên của Air India kể từ vụ đánh bom Chuyến bay 182 của Air India năm 1985. Theo thông tin từ Boeing, đây là vụ tai nạn mất thân máy bay đầu tiên của một chiếc 787 Dreamliner. Đây cũng là vụ tai nạn gây chết người đầu tiên của dòng máy bay này.
Air India bắt đầu khai thác đường bay từ Gatwick vào năm 2013, và tính đến thời điểm tai nạn đang có 12 chuyến bay xuất phát hàng tuần từ sân bay này, trong đó có 5 chuyến đến sân bay Ahmedabad.

### Hành khách và phi hành đoàn
Chuyến bay chở 242 người: 230 hành khách, bao gồm 11 trẻ em và 2 trẻ sơ sinh, cùng với 2 phi công và 10 tiếp viên hàng không, theo Tổng cục Hàng không Dân dụng Ấn Độ (DGCA) và Air India.
Danh sách hành khách bao gồm 169 người Ấn Độ, 53 người Anh, 7 người Bồ Đào Nha và 1 người Canada. Trong số những hành khách có Vijay Rupani, cựu Thủ hiến bang Gujarat.
Chuyến bay được chỉ huy bởi cơ trưởng Sumeet Sabharwal và cơ phó Clive Kundar.

## Tai nạn

Bản đồ đường bay

Chuyến bay 171 cất cánh từ đường băng 23 của Sân bay Ahmedabad lúc 13:38 IST (08:08 UTC) trên đường đến sân bay London Gatwick. Theo báo cáo METAR, thời tiết ổn định và tầm nhìn xa rõ ràng.
Thiết bị bộ phát đáp ADS-B của máy bay cho thấy máy bay đang ở độ cao 625 foot (191 m) trước khi mất tín hiệu lúc 08:08:50 UTC ở độ cao khoảng 230 foot (70 m) trước ngưỡng đường băng 05. Tổ bay đã phát tín hiệu mayday cho kiểm soát không lưu ở Ahmedabad.
Vụ tai nạn xảy ra trong quá trình máy bay tăng độ cao khi đang cất cánh, khoảng 30 giây sau khi rời khỏi mặt đất và thiết bị hạ cánh chưa được gập vào, nhưng cánh tà đã thu vào trong. Một video quay lại vụ tai nạn cho thấy máy bay đã đạt đến độ cao khoảng tương đương sải cánh máy bay trước khi hạ dần độ cao và rơi xuống đất, khiến cho khu vực xung quanh bùng lên lửa và khói.
Các nhân chứng từ khu vực Meghani Nagar cho biết rằng họ nghe thấy nhiều tiếng nổ, sau đó là những cột khói dày đặc có thể nhìn thấy từ các địa điểm lân cận sau khi máy bay va vào một tòa nhà và bắt đầu trượt. Một sĩ quan cảnh sát cấp cao tại Ahmedabad cho biết máy bay đã đâm vào một tòa nhà ký túc xá trong khuôn viên Cao đẳng Y tế B.J.. Sau tai nạn, bộ ổn định và chóp đuôi của máy bay vẫn còn nguyên một phần, nhô ra khỏi một tòa nhà nhiều tầng.

## Công tác cứu hộ khẩn cấp
Cơ quan Cứu hỏa và Cứu hộ Khẩn cấp Ahmedabad đã điều động hơn năm đơn vị cứu hỏa đến hiện trường để hỗ trợ cứu hộ.
Lực lượng An ninh Công nghiệp Trung ương (CISF), đóng vai trò đảm bảo an ninh tại Sân bay Ahmedabad, nằm trong số những lực lượng ứng cứu đầu tiên tại hiện trường. Lực lượng Vũ trang Ấn Độ cũng được điều động để hỗ trợ dọn dẹp hiện trường và sơ cứu cho những người bị thương.

## Nạn nhân
Theo quan chức cảnh sát cấp cao Vishaka Dabral, ít nhất 274 thi thể đã được tìm thấy, trong đó có 241 hành khách trên máy bay và 33 người khác trên mặt đất., và có 6 thi thể đã được trả trao cho gia đình để lo hậu sự. Một công dân Anh 40 tuổi tên là Vishwash Kumar Ramesh đã thoát nạn và là người duy nhất sống sót trên máy bay. Hành khách này ngồi ở ghế 11A, cạnh lối thoát hiểm. Khi được phỏng vấn, người đàn ông này cho biết ông đã có thể tháo dây an toàn và thoát khỏi máy bay sau khi phần ghế mà ông ngồi bị rơi xuống tầng trệt của một tòa nhà khi cửa máy bay bị hở, tạo ra một khoảng trống. Các bác sĩ điều trị cho biết ông đang trong tình trạng mất phương hướng với nhiều vết thương trên cơ thể, bao gồm cả vết bỏng ở tay trái nhưng không còn nguy hiểm. Anh trai của ông cũng có mặt trên chuyến bay nhưng đã không thoát nạn.
Trong số những người thiệt mạng có Vijay Rupani, người từng là Thủ hiến thứ 16 của bang Gujarat từ năm 2016 đến 2021.
Ít nhất 50 sinh viên y khoa tại khu ký túc xá bị máy bay đâm phải đã phải nhập viện và 41 người bị thương.  Hiệu trưởng Minakshi Parikh của trường đại học cho biết máy bay đã đâm vào một phòng ăn  khi đang có 60 đến 80 sinh viên đang ở bên trong, và cũng cho biết thêm "Hầu hết các sinh viên đã thoát nạn, nhưng có 10-12 người bị mắc kẹt trong đám cháy". 

## Điều tra
Vụ tai nạn đang được điều tra bởi Cục Điều tra Tai nạn Hàng không (AAIB) Ấn Độ. Nhánh Điều tra Tai nạn Hàng Không của Vương quốc Anh  và Ban An toàn Giao thông Quốc gia Hoa Kỳ cùng cử một đội điều tra viên hỗ trợ quá trình điều tra.
Tổng cục Hàng không Dân dụng Ấn Độ (DGCA) và hãng Air India cũng đã bắt đầu quá trình điều tra về vụ tai nạn.